# Флаг Пущина
Флаг Пу́щина — официальный символ городского округа Пущино Московской области Российской Федерации.
Флаг утверждён 12 июля 1999 года и внесён в Государственный геральдический регистр Российской Федерации под номером 499.

## Описание
«Алое полотнище с отношением ширины к длине 2:3, несущее изображение фигур герба города с синей полосой вдоль верхнего края в 1/3 флага».

## Обоснование символики
Белые звёзды символизируют радиоастрономическую обсерваторию Физического института им. П. Н. Лебедева, расположенную в городе.
Трилистник символизирует былой статус города, как центра биологических исследований АН СССР.
Голубой цвет — природа Подмосковья, река Ока, честь, красота и добродетель.
Серебряный (белый) цвет — простота, совершенство, мудрость, благородство, мир, взаимосотрудничество.
Красный цвет — жизнеутверждающая сила, энергия и красота.